# Phrixothrix hirtus
Phrixothrix hirtus is een keversoort uit de familie Phengodidae. De wetenschappelijke naam van de soort is voor het eerst geldig gepubliceerd in 1909 door Olivier.